# Єжель Михайло Броніславович
Миха́йло Бронісла́вович Єжель (19 жовтня 1952 , Слобода-Ялтушківська, Вінницька область ) — український військовик, адмірал у відставці, Головнокомандувач Військово-морських сил ЗСУ (2001—2003), перший адмірал незалежної України; Міністр оборони України (11 березня 2010 — 8 лютого 2012). Радник Президента України (від 2012). З 3 квітня 2013 по 11 травня 2015 — Надзвичайний і Повноважний Посол України в Білорусі.

## Життєпис
Народився 19 жовтня 1952 року в селі Слобода-Ялтушківська на Вінниччині.
1970 — закінчив 10 класів Республіканської спеціалізованої середньої школи-інтернату спортивного профілю в місті Києві.
1975 — закінчив Чорноморське вище військово-морське училище ім. Нахімова за фахом — радіотехнічні засоби і системи управління протичовнових крилатих ракет. Офіцерську службу розпочав на кораблях Тихоокеанського флоту.
1987 — закінчив командний факультет Військово-морської академії імені А. А. Гречка.
1987—1990 — проходив службу на посаді начальника штабу бригади протичовнових кораблів Тихоокеанського флоту.
1990—1993 — командир дивізії протичовнових кораблів Тихоокеанського флоту.
1993—2003 — у Збройних силах України.
1996 — закінчив факультет підготовки фахівців оперативно-стратегічного рівня Академії Збройних сил України. По закінченні навчання в Академії був призначений на посаду адмірал-інспектора Військово-морських сил Головної інспекції Міністерства оборони України. Контрадмірал (21 серпня 1996).
1996—2001 — заступник Міністра оборони України — командувач Військово-морських сил Збройних сил України.
2001—2003 — Головнокомандувач Військово-морських сил Збройних сил України.
Указом Президента України від 6 жовтня 2003 року звільнений з військової служби у запас за станом здоров'я. Адмірал запасу.
З червня по грудень 2007 — радник Прем'єр-міністра України.
З лютого 2008 по березень 2010 — Головний інспектор Міністерства оборони України.
З березня 2010 по 8 лютого 2012 року — Міністр оборони України. На думку адмірала Ігоря Воронченка, Єжель руйнував структури ЗС України, які вже практично були адаптовані під структуру НАТО.
24 лютого 2012 року був призначений радником Президента України.

## Міністр оборони
Перебуваючи на посаді міністра оборони України з березня 2010 по лютий 2012 року, займався скороченням української армії. Зокрема, зі складу Збройних Сил України було виведено:
- 1000 танків;
- 205 БТР;
- 127 літаків;
- 56 вертольотів;
- 29 ракет.

## Дипломатична робота
3 квітня 2013 року, Президент України Віктор Янукович призначив Єжеля послом України в Білорусі. 11 травня 2015 року, Президент України Петро Порошенко звільнив його з цієї посади.

## Нагороди та відзнаки
- Орден «За службу батьківщині в Збройних Силах СРСР» III ст. (лютий 1982);
- Орден Богдана Хмельницького III ст. (22 липня 1999)[16];
- Нагороджений відзнаками Міністерства оборони України — «Вогнепальна зброя», «Доблесть і честь», «Знак Пошани», «Ветеран військової служби», медаль «10 років Збройним Силам України», медаль «15 років Збройним Силам України».

## Слідство
У березні 2016 року, військова прокуратура ГПУ склала повідомлення про підозру Єжелю за неналежне виконання службових обов'язків під час погодження 2011 року переліку військового майна ЗСУ, що підлягало відчуженню. Через це, за даними слідства, МО України передало два важких бомбардувальники Ту-95МС приватній компанії, що спричинило збитки у 24 млн грн. Оскільки Єжель знаходиться за межами території Україні, його розшук здійснювався СБУ.
22 грудня 2018 року, Солом'янський районний суд Києва задовольнив клопотання прокуратури щодо надання дозволу на затримання Єжеля у випадку перетину ним кордону України або на території країни.
8 серпня 2022 року, ДБР повідомило Єжелю про підозру в державній зраді у справі про харківські угоди. 28 грудня Київський апеляційний суд дав дозвіл на арешт Єжеля за цією справою.
6 червня 2025 року, Єжелю повідомили про підозру в державній зраді за ухвалення, в період перебування підозрюваним на посаді, рішень про відчуження та реалізацію боєздатного озброєння та військової техніки.